# Geleding (voertuig)
Bij voertuigen spreekt men van geleding als delen, die één functioneel geheel vormen, flexibel met elkaar verbonden zijn, zoals een voertuig met een of meer aanhangwagens. Een dergelijk voertuig kan horizontale en verticale afwijkingen van een rechte lijn beter nemen dan een star voertuig. Bij een geleed voertuig komt daarbij dat men veilig en beschut van een segment naar het volgende kan lopen doordat de flexibele verbinding voorzien is van een vouwbalg en/of schuivende platen. Bekend zijn de gelede bus, de gelede tram. Bij treinen en metro's met geledingen spreekt men van een treinstel en een metrostel. De segmenten worden bij tram, metro en trein ook wel bakken genoemd.
Er zijn echter varianten waarbij alleen het onderstel geleed is, bijvoorbeeld de mallet. De stoomketel is een reden voor deze constructie: die kan niet geleed worden omdat het rendement daaronder zou lijden.
Een truck met koppelschotel en oplegger wordt niet beschouwd als een geleed voertuig, omdat de delen gemakkelijk uitwisselbaar zijn en los van elkaar te gebruiken zijn. Hetzelfde geldt voor een trein met rijtuigen. Deze wordt onderscheiden van een treinstel / geleed voertuig, ook al kan men vaak ook van een rijtuig naar het volgende lopen. De overgang van rijtuig naar rijtuig is in het algemeen prominenter dan van bak naar bak, hoewel bij een dubbeldekstreinstel die overgang vaak toch wel prominent is, omdat die op een tussenniveau is.
Bij een geleed voertuig wordt de term geleding ook wel gebruikt voor de verbinding tussen de bakken. Een dubbelgeleed voertuig bestaat uit drie delen en heeft daartussen twee geledingen.